# IJzergaren

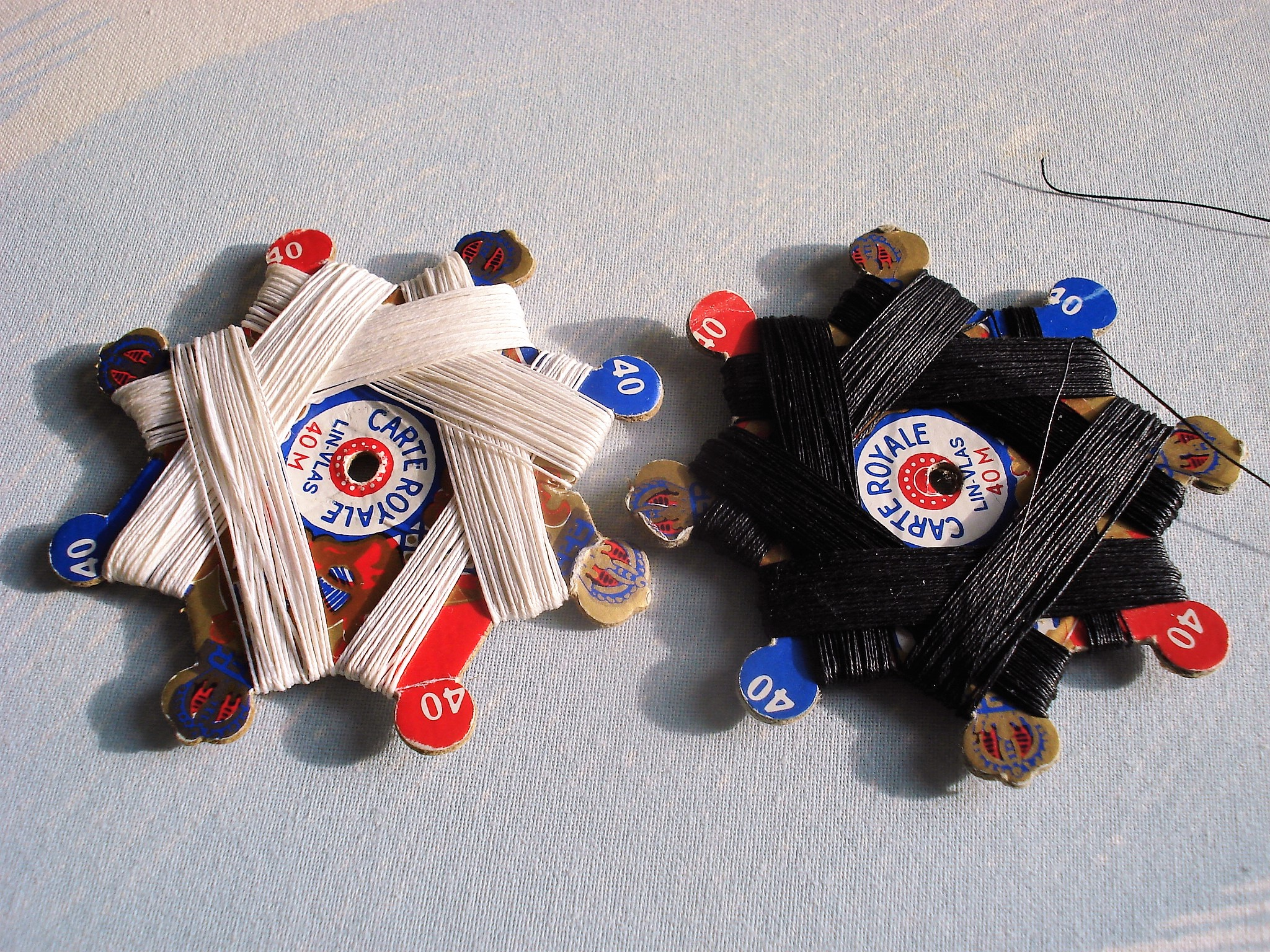
Twee kleuren ijzergaren

IJzergaren, in het Vlaams tamboerkesgaren is een garen dat sterker is dan reguliere garens. Het wordt bij naaiwerk toegepast als er veel kracht op het naaiwerk komt te staan, zoals bij het aannaaien van knopen op werkkleding, lederen jassen, jeans of andere kleding van stevig textiel. Ook kan het worden toegepast bij reparatie van onderdelen van een tent of tassen, voor het vastzetten van gordijnringen aan zware gordijnen, zeilen, etc.

## De naam ijzergaren
In tegenstelling tot wat de naam suggereert bevat ijzergaren geen ijzer. De naam is ontleend aan de sterkte ervan. 

## Samenstelling
IJzergaren wordt gemaakt van linnen met twee- of driedraads twijn. Het wordt over het algemeen aangebracht met de hand omdat ijzergaren te dik is voor gebruik in een naaimachine. Het garennummer bedraagt dan ook rond de 1000 dTex. IJzergaren is in een beperkt aantal kleuren verkrijgbaar. Het meest gebruikt worden wit en zwart.

## Andere sterke garens
Er bestaan verschillende alternatieven voor het linnen ijzergaren. Sterke garens gemaakt van polyester worden soms ook ijzergaren genoemd. Het garennummer van een extra sterk polyester garen kan rond de 800 dTex bedragen. Andere alternatieven zijn garens gemaakt van aramide, ook bekend als Kevlar en Twaron. Dit zijn echter dunne garens, die bij strak aantrekken uitscheuren van de stof kunnen veroorzaken. Dit kan voorkomen worden door dikker garen te gebruiken, of door meer steken aan te brengen. In de praktijk hebben deze garens dan ook weinig voordelen voor naaiwerk van textiel.  
Sterke garens worden ook gemaakt van (dik) katoen of van een combinatie van katoen en kunstvezel.

## Glans
IJzergaren wordt over het algemeen geglansd, om ervoor te zorgen dat het makkelijker door de stof heen glijdt dan ongeglansd garen. De glans kan op verschillende manieren verkregen worden.
- Nat of halfnat spinnen.
- Apprêteren, dat is behandelen met stijfsel: in water opgelost zetmeel tarwe, dat het beste werkt door verouderingsbestendigheid en doordat het nauwelijks verkleuring geeft, aardappel, dat minder goed hecht, rijst, dat snel vergeelt en na droging niet flexibel is en niet zo goed plakt, mais, dat geelachtig is en tapioca, dat niet zo goed plakt). Tegenwoordig[(sinds) wanneer?] heeft men de beschikking over verschillende synthetische stijfselmiddelen. Stijfsel verdwijnt met water en moet bij de was in de laatste spoelbeurt dus herhaald worden toegepast.
- Glanzen op polijsttrommels.
- Kalanderen: persen door (eventueel een serie en eventueel hete) (stalen) walsrollen (walsen).
- Merceriseren: katoen of hennepvezel (cellulosehoudend) in natronloog oftewel bijtende soda (natriumhydroxide) of in ammoniak dompelen, waardoor kleurstof beter pakt en vezels sterker, elastischer en ook gladder worden.
- Persen met houten rollen (historisch).
- Rekken: door uitrekking worden vezels gladder en sterker - gecombineerd met andere procedés.
- Schroeien: om uitstekende vezeleinden te verwijderen - gecombineerd met andere procedés.

## Wetenswaardigheden
- Omdat ijzergaren wordt gemaakt van linnen, heet het in het Duits Leinenzwirn. In het Duits bestaat ook de term Eisengarn, maar hiermee wordt een katoenen garen bedoeld dat behandeld werd met apprêt, meervoudig werd getwijnd en voorzien van paraffine. Het glanzen geschiedde door het te borstelen en met stalen walsen te spannen. Het werd in de jaren 1920 gebruikt voor geweven stoffen waarmee designstoelen werden gemaakt.
- IJzergaren heet in het Frans fil tambours, omdat het geglansd wordt op trommels.